# قانون حماية المرأة من العنف الأسري 2005
قانون حماية المرأة من العنف المنزلي لعام 2005، قانون صادر عن برلمان الهند لحماية المرأة من العنف المنزلي. أُدخل حيز التنفيذ من قبل الحكومة الهندية ووزارة تنمية المرأة والطفل في 26 أكتوبر 2006. قدم القانون تعريفًا «للعنف المنزلي» لأول مرة في القانون الهندي، مع كون هذا التعريف واسع النطاق، وتتعدى شموليته للعنف الجسدي، ليشمل أيضًا أشكالًا أخرى من العنف مثل الإساءة العاطفية/اللفظية، والجنسية، والاقتصادية. يعدّ قانونًا مدنيًا مخصصًا لأوامر الحماية في المقام الأول، وليس الإنفاذ الجنائي.

## التعاريف
يختلف قانون حماية المرأة من العنف المنزلي لعام 2005، عن أحكام قانون العقوبات الهندي، إذ أنه يقدم تعريفًا أوسع للعنف المنزلي فيما يشمله ومن يحميه. تُعرَّف المتضررة- عملًا بهذا القانون- بأنها «أي امرأة كانت على علاقة منزلية مع المدعى عليه أو ما تزال، وتدعي أنها تعرضت للعنف المنزلي من قبل المدعى عليه».
يحمي هذا القانون النساء من العنف في علاقاتهن الزوجية، وأيضًا النساء اللاتي يعشن في نفس المنزل مع الأشخاص الذين تربطهم علاقة منزلية معهم. يحمي ذلك النساء من العنف في علاقاتهن الزوجية (الزوج والزوجة، زوجة الابن ووالد الزوج/ الحماة/غيرهم)، وعلاقات القربى (الأب والابنة، الأخت والأخ)، والعلاقات عن طريق التبني (الابنة بالتبني)، وحتى العلاقات التي في حكم الزواج (علاقات المساكنة، والزيجات الباطلة قانونًا). يعدّ هذا القانون أول تشريع يوفر الاعتراف القانوني للعلاقات خارج إطار الزواج والحماية لها.
يُعرَّف العنف المنزلي في المادة 3 من القانون بأنه «أي فعل أو إغفال أو ارتكاب أو سلوك من جانب المدعى عليه يشكل فيه عنفًا منزليًا في حالة ما يلي:
1. إيذاء المتضررة أو التسبب بإصابتها أو تعريض صحتها أو أمنها أو حياتها أو أعضاءها أو سلامتها العقلية أو الجسدية للخطر، أو الميل إلى القيام بذلك، ويتضمن التسبب في الاعتداء الجسدي والاعتداء الجنسي والاعتداء اللفظي والعاطفي والاعتداء الاقتصادي.
2. مضايقة المتضررة أو إيذاءها أو التسبب بإصابتها أو تعريضها للخطر من خلال إكراهها أو أي شخص آخر مرتبط بها على تلبية أي طلب غير قانوني لمهر أو ممتلكات أخرى أو ضمان ذي قيمة.
3. تهديد المتضررة أو أي شخص مرتبط بها، بأي سلوك مذكور في البند (أ) أو البند (ب).
4. التسبب بطريقة أخرى بالأذى أو الإصابات الجسدية أو النفسية للمتضررة».[6]

يشمل القانون العنف الجسدي ويعرّفه، إلى جانب الأشكال الأخرى من العنف مثل الإساءة العاطفية/اللفظية والجنسية والاقتصادية من خلال الفصل الأول من الأحكام الأولية.

## السياق
يهدف القانون في المقام الأول إلى توفير الحماية للزوجة أو شريكة المساكنة، من العنف الأسري على يد الزوج أو الشريك المقيم في المنزل أو أقاربه، كما يشمل القانون حماية النساء اللاتي يعشن في الأسر المعيشية مثل الأخوات والأرامل أو الأمهات. يشمل العنف المنزلي بموجب القانون الإساءة الفعلية، سواء كانت جسدية أو جنسية أو لفظية أو عاطفية أو اقتصادية، أو التهديد بالاعتداء. يشمل هذا التعريف المضايقة عن طريق طلب المهر غير المشروع للمرأة أو أقاربها.

## خيارات الشخص المتضرر

### الحقوق
يحق للمتضررة، وفقًا للفصل الثالث من القانون ما يلي:
1. التقدم بطلب للحصول على أمر حماية، وأمر للحصول على إعفاء نقدي، وأمر حضانة، وأمر إقامة، و/أو أمر تعويض.
2. خدمات قانونية مجانية بموجب قانون سلطات الخدمات القانونية لعام 1987.
3. تقديم شكوى بموجب المادة 498 أ من قانون العقوبات الهندي.

يحق للمتضررة أيضًا الإقامة في المنزل المشترك بغض النظر إذا كانت تمتلك سند أو ملكية على المنزل أم لا.

### دور الإيواء
يعترف القانون بحق المتضررة بالإقامة في منزل مشترك، إلا أنه ينص أيضًا على حق المتضررة بالإقامة في دار إيواء كشكل من أشكال الإغاثة. يمكن لمسؤول الحماية أو مقدم الخدمة أيضًا طلب الإيواء نيابة عن المتضررة. يتعين على وزارة تنمية المرأة والطفل في كل ولاية أو إقليم اتحادي تحديد دور الإيواء المتاحة للمتضررات والتعريف بها.

### المرافق الطبية
تلتزم المرافق الطبية بتقديم المساعدة الطبية المجانية، حتى لو طلبت المرأة المتضررة المساعدة دون أي توصية مسبقة سواء من مسؤول الحماية أو مقدم الخدمة. تعتبر التزامات المنشأة الطبية مستقلة عن التزامات مسؤول الحماية ومقدم الخدمة، ويجب الوفاء بها بغض النظر عن قيام مسؤولي الحماية ومقدمي الخدمة بها.

## الانتقادات
كتبت اللجنة الهندية المعنية بإصلاحات نظام العدالة الجنائية تقريرًا عن الجرائم المرتكبة ضد المرأة، سعت فيه اللجنة إلى توسيع تعريف «الزوجة» ليشمل النساء اللاتي يعشن مع رجال بصفتهن زوجاتهن لفترة طويلة من الزمن «خلال فترة استمرار الزواج الأول». ويعني هذا التوصيف ضمنيًا أن تعريف «الزوجة» الموسع يشير إلى العلاقة بين المرأة والرجل المتزوجين بالفعل، وليس العلاقات غير الزوجية. عندما حاولت ولاية ماهاراشترا اتباع التوصيات الواردة في تقرير اللجنة، طرحت الوضع القانوني للعلاقات غير الزوجية وعلاقات المساكنة في المناقشة العامة. فُسرت حماية المرأة في العلاقات غير الزوجية التي تعيش في إطار العلاقات الزوجية في نفس القانون المطبق على العلاقات الزوجية على أنها محاولة لإضفاء الشرعية على الزيجات الثانوية أو علاقات المساكنة من غير زواج. والواقع أن توصيات اللجنة استشهد بها في قضية قانونية، شانمونيا ضد فيريندرا كومار سينغ كوشواها وآخرين (2010)، لدعم تفسير تعريف «الزوجة» ليشمل العلاقات التي يكون فيها الزواج «مُفترضًا» بسبب طول فترة المعاشرة.
تدور إحدى الانتقادات حول افتقار القانون إلى القوة الفعالة في الرد على الفعل الإجرامي للعنف الأسري. نظرًا لأن القانون يعمل بصفة رئيسية كقانون مدني، يلزم ارتكاب جريمة أخرى (مثل انتهاك أمر الحماية الصادر بموجب هذا القانون) قبل فرض عقوبات على المدعى عليه بموجب القانون الجنائي، مثل الاعتقال والسجن. غير أن الجماعات المشاركة في صياغة القانون اعتقدت أن هذا من شأنه أن يوفر عونًا أسرع وأكثر مرونة للضحية.
عارضت المنظمات الرجالية مثل مؤسسة أنقذوا العائلة الهندية القانون، بحجة أنه قد يساء استخدامه من قبل النساء أثناء الخلافات. وقد لاحظت الجماعات النسائية أن مثل هذه المطالبات لا تظهر إلا عند وضع أحكام خاصة بالفئات المهمشة.
وافقت رينوكا شودري، الوزيرة الهندية لتنمية المرأة والطفل، في مقال لها في صحيفة هندوستان تايمز على أن «قانون المساواة بين الجنسين سيكون مثاليًا. ولكن هناك ببساطة الكثير من الأدلة المادية لإثبات أن المرأة هي التي تعاني أساسًا على يد رجل».
كما انتقد المدعي العام السابق للهند سولي سورابجي التعريف الواسع للإساءة اللفظية في القانون.
وفقًا لرئيسة الهند آنذاك، براتيبا ديفيسينغ باتيل، «هناك اتجاه آخر مقلق وهو أن النساء أنفسهن لم يكن بريئات من الإساءة للنساء. خلصت بعض الاستطلاعات إلى أن 90 في المئة من شكاوى المهور كاذبة وسُجلت أساسًا لتصفية الحسابات. ومن المؤسف أن تتعرض القوانين الرامية إلى حماية المرأة للاستغلال باعتبارها أدوات للاضطهاد. ولذلك فإن الخلاصة هي الاحتجاج العادل بالأحكام القانونية وتنفيذها الموضوعي والأمين».